# Coumba Sow
Coumba Louisa Sow (Zurigo, 27 agosto 1994) è una calciatrice svizzera, centrocampista del Basilea e della nazionale svizzera.

## Biografia
Coumba è nata a Zurigo, da padre senegalese e madre olandese, dove cresce con la famiglia nel quartiere Oerlikon, appassionandosi al calcio fin da giovanissima e giocando con il cugino Djibril Sow, di due anni e mezzo più giovane, che ha condiviso la carriera di calciatore nel medesimo ruolo, centrocampista, arrivando alla nazionale rossocrociata.

## Carriera

### Club e calcio universitario
Sow inizia l'attività agonistica a 13 anni, tesserandosi per l'Höngg, società di Zurigo, giocando nelle sue formazioni giovanili miste per due anni prima di trasferirsi, seguendo il cugino allo Zurigo. In questo periodo concilia il suo percorso scolastico con il gioco nelle giovanili della sua sezione femminile, venendo inserita in rosa con la prima squadra, che disputa la Lega Nazionale A, massimo livello del campionato svizzero femminile di calcio, dalla stagione 2013-2014, vincendo quell'anno il titolo di Campionessa di Svizzera e debuttando anche in UEFA Women's Champions League, marcando durante la stagione in corso 3 presenze, 2 nelle fasi preliminari di qualificazione, dove segna la sua prima rete, quella che il 13 agosto 2013 fissa il risultato sul 3-0 con la faroesi del KÍ Klaksvík, e al ritorno degli ottavi di finale, incontro perso 3-0 con le spagnole del Barcellona.
Nel 2014 decide di approfondire gli studi trasferendosi negli Stati Uniti d'America per frequentare il Monroe Community College a Brighton, contea di Monroe, Stato di New York, dove continua ad affiancare gli studi all'attività agonistica nella squadra di calcio femminile dell'istituto, le Tribunes. Qui rimane fino al 2016, disputando due stagioni di National Junior College Athletic Association (NJCAA) e collezionando complessivamente 34 presenze.
In seguito si trasferisce all'Oklahoma State University-Stillwater per frequentare il corso di economia internazionale e nel contempo giocare nella squadra associata che disputa la Division I della National Collegiate Athletic Association (NCAA), le Oklahoma State Cowgirls. Dopo le prime due partite con le Cowgirls, ha subito una rottura del legamento crociato in allenamento ed è stata costretta a disertare i campi di gioco per tutto il 2016, rientrando in rosa per l'anno successivo.
Nell'estate 2018 Sow è ritornata in patria, sottoscrivendo un accordo nuovamente con il suo vecchio club zurighese per la stagione 2018-2019, contribuendo a conquistare il double campionato-coppa, e risultando nel campionato 2018-2019, con 13 marcature, la seconda migliore realizzatrice della squadra dopo Fabienne Humm (17) e la settima assoluta.
Nell'estate 2019 decide di trasferirsi all'estero per la prima volta, sottoscrivendo un contratto biennale con il Paris FC per giocare in Division 1 Féminine, primo livello del campionato francese femminile di calcio, dalla stagione entrante, raggiungendo la connazionale Eseosa Aigbogun, al club parigino già dalla stagione precedente. A disposizione del tecnico Sandrine Soubeyrand, debutta con la nuova maglia il 24 agosto, nella 1ª giornata di campionato, nell'incontro vinto sul Digione per 3-1, squadra alla quale fa il suo primo e unico gol in D1 della stagione nell'incontro di ritorno (15ª giornata), aprendo le marcature nella vittoria per 4-1. Alla sua prima stagione marca complessivamente 10 presenze, 5 da titolare, in campionato, alle quali si aggiunge anche l'unica presenza in Coppa, ai sedicesimi di finale, dove segna riportando in parità l'incontro con il Bordeaux prima che la sua squadra venga eliminata ai rigori dalle avversarie.
Nel febbraio 2023 il Servette Chênois comunica di aver trovato un accordo con il mediano svizzero per il resto della stagione.

### Nazionale
Sow inizia a essere convocata dalla Federcalcio svizzera (ASF-SFV) nel 2012, inserita in rosa nella formazione under 19 dal duo tecnico Yannick Schwery e Ramona Armuzzi in occasione della doppia amichevole del 2 e 4 marzo con la Rep. Ceca (2-0 e 2-2 i risultati) giocando entrambe le partite, e confermata in seguito per la fase élite di qualificazione all'Europeo di Turchia 2012. In quell'occasione scende in campo in tutti i tre incontri del gruppo 4, dove la sua nazionale non riesce ad essere sufficientemente incisiva, perdendo due incontri e fallendo così l'accesso alla fase finale.
Per il debutto in nazionale maggiore deve attendere oltre sei anni, quando il commissario tecnico Martina Voss-Tecklenburg la convoca in occasione della finale dei play-off della zona UEFA delle qualificazioni al Mondiale di Francia 2019, dove debutta rilevando al 62' Rahel Tschopp e sigla la sua prima rete senior rimettendo sulla parità l'incontro con i Paesi Bassi, ininfluente per l'accesso alla fase finale per la sconfitta subita per 3-0 all'andata.

## Statistiche

### Presenze e reti nei club
Statistiche, parziali, aggiornate al 1° giugno 2025.
| Stagione        | Squadra          | Campionato      | Campionato | Campionato | Coppe nazionali | Coppe nazionali | Coppe nazionali | Coppe internazionali | Coppe internazionali | Coppe internazionali | Altre coppe | Altre coppe | Altre coppe | Totale | Totale |
| Stagione        | Squadra          | Comp            | Pres       | Reti       | Comp            | Pres            | Reti            | Comp                 | Pres                 | Reti                 | Comp        | Pres        | Reti        | Pres   | Reti   |
| --------------- | ---------------- | --------------- | ---------- | ---------- | --------------- | --------------- | --------------- | -------------------- | -------------------- | -------------------- | ----------- | ----------- | ----------- | ------ | ------ |
| 2013-2014       | Zurigo           | LNA             | ?          | ?          | CS              | ?               | ?               | UWCL                 | 3                    | 1                    | -           | -           | -           | 3+     | 1+     |
| 2018-2019       | Zurigo           | LNA             | 26         | 12         | CS              | ?               | ?               | UWCL                 | 4                    | 1                    | -           | -           | -           | 4+     | 1+     |
| Totale Zurigo   | Totale Zurigo    | Totale Zurigo   | 26+        | 12+        | -               | ?               | ?               | -                    | 7                    | 1                    | -           | -           | -           | 7+     | 1+     |
| 2019-2020       | Paris FC         | D1              | 10         | 1          | CF              | 1               | 1               | -                    | -                    | -                    | -           | -           | -           | 11     | 2      |
| 2020-2021       | Paris FC         | D1              | 16         | 2          | CF              | -               | -               | -                    | -                    | -                    | -           | -           | -           | 16     | 2      |
| 2021-2022       | Paris FC         | D1              | 14         | 3          | CF              | -               | -               | -                    | -                    | -                    | -           | -           | -           | 12     | 3      |
| 2022-feb. 2023  | Paris FC         | D1              | 11         | 0          | CF              | -               | -               | -                    | 1                    | 0                    | -           | -           | -           | 12     | 3      |
| Totale Paris FC | Totale Paris FC  | Totale Paris FC | 51         | 6          | -               | 1               | 1               | -                    | 1                    | 0                    | -           | -           | -           | 39     | 7      |
| feb.-giu. 2023  | Servette Chênois | WSL             | 12         | 6          | CS              | ?               | ?               | -                    | -                    | -                    | -           | -           | -           | 12+    | 3+     |
| 2023-2024       | Basilea          | WSL             | 19         | 3          | CS              | ?               | ?               | -                    | -                    | -                    | -           | -           | -           | 19+    | 3+     |
| 2024-2025       | Basilea          | WSL             | 18         | 6          | CS              | 2               | 1               | -                    | -                    | -                    | -           | -           | -           | 20     | 7      |
| Totale Basilea  | Totale Basilea   | Totale Basilea  | 37         | 9          | -               | 2+              | 1+              | -                    | -                    | -                    | -           | -           | -           | 39+    | 10+    |
| Totale carriera | Totale carriera  | Totale carriera | 136+       | 33+        | -               | 3+              | 2+              | -                    | 8                    | 1                    | -           | -           | -           | 139+   | 36+    |

### Cronologia presenze e reti in nazionale
| Cronologia completa delle presenze e delle reti in nazionale ― Svizzera | Cronologia completa delle presenze e delle reti in nazionale ― Svizzera | Cronologia completa delle presenze e delle reti in nazionale ― Svizzera | Cronologia completa delle presenze e delle reti in nazionale ― Svizzera | Cronologia completa delle presenze e delle reti in nazionale ― Svizzera | Cronologia completa delle presenze e delle reti in nazionale ― Svizzera | Cronologia completa delle presenze e delle reti in nazionale ― Svizzera | Cronologia completa delle presenze e delle reti in nazionale ― Svizzera |
| Data                                                                    | Città                                                                   | In casa                                                                 | Risultato                                                               | Ospiti                                                                  | Competizione                                                            | Reti                                                                    | Note                                                                    |
| ----------------------------------------------------------------------- | ----------------------------------------------------------------------- | ----------------------------------------------------------------------- | ----------------------------------------------------------------------- | ----------------------------------------------------------------------- | ----------------------------------------------------------------------- | ----------------------------------------------------------------------- | ----------------------------------------------------------------------- |
| 13-11-2018                                                              | Sciaffusa                                                               | Svizzera                                                                | 1 – 1                                                                   | Paesi Bassi                                                             | Qual. Mondiali 2019                                                     | 1                                                                       | 62’                                                                     |
| 27-2-2019                                                               | Faro                                                                    | Svezia                                                                  | 4 – 1                                                                   | Svizzera                                                                | Algarve Cup 2019 - 1º turno                                             | -                                                                       | 46’                                                                     |
| 6-3-2019                                                                | Albufeira                                                               | Svizzera                                                                | 0 – 2                                                                   | Spagna                                                                  | Algarve Cup 2019 - finale 7º/8º posto                                   | -                                                                       |                                                                         |
| 9-4-2019                                                                | Winterthur                                                              | Svizzera                                                                | 1 – 0                                                                   | Slovacchia                                                              | Amichevole                                                              | -                                                                       | 57’                                                                     |
| 14-6-2019                                                               | Stara Pazova                                                            | Serbia                                                                  | 1 – 1                                                                   | Svizzera                                                                | Amichevole                                                              | -                                                                       |                                                                         |
| 3-9-2019                                                                | Sciaffusa                                                               | Svizzera                                                                | 4 – 0                                                                   | Lituania                                                                | Qual. Euro 2022                                                         | -                                                                       | 69’                                                                     |
| 4-10-2019                                                               | Šiauliai                                                                | Lituania                                                                | 0 – 3                                                                   | Svizzera                                                                | Qual. Euro 2022                                                         | -                                                                       | 46’                                                                     |
| 6-3-2020                                                                | Marbella                                                                | Svizzera                                                                | 1 – 1                                                                   | Austria                                                                 | Amichevole                                                              | -                                                                       | 66’                                                                     |
| 22-9-2020                                                               | Thun                                                                    | Svizzera                                                                | 2 – 1                                                                   | Belgio                                                                  | Qual. Euro 2022                                                         | -                                                                       |                                                                         |
| 27-10-2020                                                              | Mogoșoaia                                                               | Romania                                                                 | 0 – 2                                                                   | Svizzera                                                                | Qual. Euro 2022                                                         | 1                                                                       | 85’                                                                     |
| 1-12-2020                                                               | Lovanio                                                                 | Belgio                                                                  | 4 – 0                                                                   | Svizzera                                                                | Qual. Euro 2022                                                         | -                                                                       | 77’                                                                     |
| 20-2-2021                                                               | Metz                                                                    | Francia                                                                 | 2 – 0                                                                   | Svizzera                                                                | Amichevole                                                              | -                                                                       |                                                                         |
| 23-2-2021                                                               | Metz                                                                    | Francia                                                                 | 2 – 0                                                                   | Svizzera                                                                | Amichevole                                                              | -                                                                       | 82’                                                                     |
| 9-4-2021                                                                | Chomutov                                                                | Rep. Ceca                                                               | 1 – 1                                                                   | Svizzera                                                                | Qual. Euro 2022 - Play-off                                              | -                                                                       | 66’                                                                     |
| 13-4-2021                                                               | Thun                                                                    | Svizzera                                                                | 1 – 1 dts (3 - 2 dtr)                                                   | Rep. Ceca                                                               | Qual. Euro 2022 - Play-off                                              | 1                                                                       | 67’ 56’                                                                 |
| 17-9-2021                                                               | Thun                                                                    | Svizzera                                                                | 4 – 1                                                                   | Lituania                                                                | Qual. Mondiali 2023                                                     | 1                                                                       |                                                                         |
| 21-9-2021                                                               | Chișinău                                                                | Moldavia                                                                | 0 – 6                                                                   | Svizzera                                                                | Qual. Mondiali 2023                                                     | 1                                                                       | 71’                                                                     |
| 22-10-2021                                                              | Zurigo                                                                  | Svizzera                                                                | 2 – 0                                                                   | Romania                                                                 | Qual. Mondiali 2023                                                     | -                                                                       |                                                                         |
| 26-10-2021                                                              | Zurigo                                                                  | Svizzera                                                                | 5 – 0                                                                   | Croazia                                                                 | Qual. Mondiali 2023                                                     | -                                                                       | 88’                                                                     |
| 26-11-2021                                                              | Palermo                                                                 | Italia                                                                  | 1 – 2                                                                   | Svizzera                                                                | Qual. Mondiali 2023                                                     | 1                                                                       |                                                                         |
| 30-11-2021                                                              | Vilnius                                                                 | Lituania                                                                | 0 – 7                                                                   | Svizzera                                                                | Qual. Mondiali 2023                                                     | 3                                                                       |                                                                         |
| 8-4-2022                                                                | Bucarest                                                                | Romania                                                                 | 1 – 1                                                                   | Svizzera                                                                | Qual. Mondiali 2023                                                     | -                                                                       | 46’                                                                     |
| 12-4-2022                                                               | Thun                                                                    | Svizzera                                                                | 0 – 1                                                                   | Italia                                                                  | Qual. Mondiali 2023                                                     | -                                                                       | 76’                                                                     |
| 24-6-2022                                                               | Erfurt                                                                  | Germania                                                                | 7 – 0                                                                   | Svizzera                                                                | Amichevole                                                              | -                                                                       | 78’                                                                     |
| 30-6-2022                                                               | Zurigo                                                                  | Svizzera                                                                | 0 – 4                                                                   | Inghilterra                                                             | Amichevole                                                              | -                                                                       |                                                                         |
| 9-7-2022                                                                | Leigh                                                                   | Portogallo                                                              | 2 – 2                                                                   | Svizzera                                                                | Euro 2022 - Fase a gironi                                               | 1                                                                       |                                                                         |
| 13-7-2022                                                               | Sheffield                                                               | Svezia                                                                  | 2 – 1                                                                   | Svizzera                                                                | Euro 2022 - Fase a gironi                                               | -                                                                       |                                                                         |
| 17-7-2022                                                               | Sheffield                                                               | Svizzera                                                                | 1 – 4                                                                   | Paesi Bassi                                                             | Euro 2022 - Fase a gironi                                               | -                                                                       | 72’                                                                     |
| 2-9-2022                                                                | Karlovac                                                                | Croazia                                                                 | 0 – 2                                                                   | Svizzera                                                                | Qual. Mondiali 2023                                                     | -                                                                       | 78’                                                                     |
| 6-9-2022                                                                | Losanna                                                                 | Svizzera                                                                | 15 – 0                                                                  | Moldavia                                                                | Qual. Mondiali 2023                                                     | 3                                                                       |                                                                         |
| 11-10-2022                                                              | Zurigo                                                                  | Svizzera                                                                | 2 – 1                                                                   | Galles                                                                  | Qual. Mondiali 2023 - Play-off                                          | -                                                                       | 75’                                                                     |
| 17-2-2023                                                               | Algeciras                                                               | Polonia                                                                 | 0 – 0                                                                   | Svizzera                                                                | Amichevole                                                              | -                                                                       | 62’                                                                     |
| 21-2-2023                                                               | San Pedro Alcántara                                                     | Svizzera                                                                | 1 – 1                                                                   | Polonia                                                                 | Amichevole                                                              | -                                                                       | 69’                                                                     |
| 11-4-2023                                                               | Zurigo                                                                  | Svizzera                                                                | 1 – 2                                                                   | Islanda                                                                 | Amichevole                                                              | -                                                                       | 89’                                                                     |
| 30-6-2023                                                               | Bienne                                                                  | Svizzera                                                                | 3 – 3                                                                   | Zambia                                                                  | Amichevole                                                              | 1                                                                       | 73’                                                                     |
| 5-7-2023                                                                | Winterthur                                                              | Svizzera                                                                | 0 – 0                                                                   | Marocco                                                                 | Amichevole                                                              | -                                                                       | 90+1’                                                                   |
| 21-7-2023                                                               | Dunedin                                                                 | Filippine                                                               | 0 – 2                                                                   | Svizzera                                                                | Mondiali 2023 - Fase a gironi                                           | -                                                                       |                                                                         |
| 25-7-2023                                                               | Hamilton                                                                | Svizzera                                                                | 0 – 0                                                                   | Norvegia                                                                | Mondiali 2023 - Fase a gironi                                           | -                                                                       |                                                                         |
| 30-7-2023                                                               | Dunedin                                                                 | Svizzera                                                                | 0 – 0                                                                   | Nuova Zelanda                                                           | Mondiali 2023 - Fase a gironi                                           | -                                                                       |                                                                         |
| 5-8-2023                                                                | Auckland                                                                | Svizzera                                                                | 1 – 5                                                                   | Spagna                                                                  | Mondiali 2023 - Ottavi di finale                                        | -                                                                       | 46’                                                                     |
| 22-9-2023                                                               | San Gallo                                                               | Svizzera                                                                | 0 – 1                                                                   | Italia                                                                  | UEFA Women's Nations League 2023-2024 - Fase a gironi                   | -                                                                       | 3’ 63’                                                                  |
| 26-9-2023                                                               | Cordova                                                                 | Spagna                                                                  | 5 – 0                                                                   | Svizzera                                                                | UEFA Women's Nations League 2023-2024 - Fase a gironi                   | -                                                                       |                                                                         |
| 31-10-2023                                                              | Zurigo                                                                  | Svizzera                                                                | 1 – 7                                                                   | Spagna                                                                  | UEFA Women's Nations League 2023-2024 - Fase a gironi                   | -                                                                       | 86’                                                                     |
| 1-12-2023                                                               | Lucerna                                                                 | Svizzera                                                                | 1 – 0                                                                   | Svezia                                                                  | UEFA Women's Nations League 2023-2024 - Fase a gironi                   | -                                                                       |                                                                         |
| 5-12-2023                                                               | Parma                                                                   | Italia                                                                  | 3 – 0                                                                   | Svizzera                                                                | UEFA Women's Nations League 2023-2024 - Fase a gironi                   | -                                                                       | 74’                                                                     |
| 23-2-2024                                                               | San Pedro Alcántara                                                     | Polonia                                                                 | 1 – 4                                                                   | Svizzera                                                                | Amichevole                                                              | -                                                                       | 64’                                                                     |
| 27-2-2024                                                               | San Pedro Alcántara                                                     | Svizzera                                                                | 0 – 1                                                                   | Polonia                                                                 | Amichevole                                                              | -                                                                       | 62’                                                                     |
| 9-4-2024                                                                | Baku                                                                    | Azerbaigian                                                             | 0 – 3                                                                   | Svizzera                                                                | Qual. Euro 2025                                                         | -                                                                       |                                                                         |
| 31-5-2024                                                               | Bienne                                                                  | Svizzera                                                                | 2 – 1                                                                   | Ungheria                                                                | Qual. Euro 2025                                                         | -                                                                       |                                                                         |
| 4-6-2024                                                                | Budapest                                                                | Ungheria                                                                | 1 – 0                                                                   | Svizzera                                                                | Qual. Euro 2025                                                         | -                                                                       |                                                                         |
| 12-7-2024                                                               | İzmit                                                                   | Turchia                                                                 | 0 – 2                                                                   | Svizzera                                                                | Qual. Euro 2025                                                         | -                                                                       |                                                                         |
| 29-10-2024                                                              | Lancy                                                                   | Svizzera                                                                | 2 – 1                                                                   | Francia                                                                 | Amichevole                                                              | -                                                                       | 66’                                                                     |
| 29-11-2024                                                              | Letzigrund                                                              | Svizzera                                                                | 0 – 6                                                                   | Germania                                                                | Amichevole                                                              | -                                                                       |                                                                         |
| 3-12-2024                                                               | Sheffield                                                               | Inghilterra                                                             | 1 – 0                                                                   | Svizzera                                                                | Amichevole                                                              | -                                                                       | 46’                                                                     |
| 30-5-2025                                                               | Tomblaine                                                               | Francia                                                                 | 4 – 0                                                                   | Svizzera                                                                | UEFA Women's Nations League 2025 - 1º turno                             | -                                                                       |                                                                         |
| Totale                                                                  |                                                                         | Presenze                                                                | 55                                                                      |                                                                         | Reti                                                                    | 13                                                                      |                                                                         |

## Palmarès

### Club
- Campionato svizzero: 2

Zurigo: 2013-2014, 2018-2019
- Coppa Svizzera: 1

Zurigo: 2018-2019